# Мурзак-Коба
44°31′50″ пн. ш. 33°41′59″ сх. д. / 44.530504° пн. ш. 33.699789° сх. д.
Мурзак-Коба (з кримськотатарської — княжа печера) — мезолітичний грот в Криму, у Бахчисарайському районі Автономної Республіки Крим. Розташований у горі Ісар у Чорноріченському каньйоні на лівому березі річки Чорна. Стоянка є епонімною для мурзак-кобинської культури тарденуазького кола.
Відкритий радянськими вченими Сергієм Бібіковим і Е. В. Жировим в 1936.
Висота над рівнем річки 36 м. Стоянка знаменна подвійним похованням кроманьйонців, — перші поховання пізньої середньокам'яної доби.

## Вироби
Комплекс налічує понад 4000 знахідок, головним чином крем'яних виробів й також кістяні знаряддя і кістки тварин барана, кабана, благородного оленя, кота, ведмедя З домашніх тварин відома лише собака.
Серед кістяних виробів багатозубі гарпуни, шила проколи, наконечники стріл, голки з вушком, підвіски та інше.
Знайдені мікроліти тарденуазького типу (скребачки, різці, ножеподібні пластинки, геометричні мікроліти), вироби з кістки та рогу (гарпуни, шила, проколки, лощила), кістки сучасних видів тварин, багато мушель равликів.
Нуклеуси великі, переважно конічні, косо- або рівно-зрізані. Пластини середніх розмірів. Знарядь праці близько 300 екземплярів:
- великий відсоток пластинок з виїмками (19,5 %);
- скребків відносно мало (15 %).: більше половини скребків кінцеві, в тому числі понад 5 % на укорочених пластинах;
- різці відносно нечисленні (14,3 %), зазвичай бічні на пластині;
- мікроліти представлені переважно трапеціями (4,4 %). Вони невеликих розмірів;
- круто-ретушуванні сегменти подовжених пропорцій. Їх значно менше за трапеції (1,0 %).
- наявність окремих трикутників, косих й сегментоподібних вістрів та інше.

## Рибальство й скотарство
Мурзак-Коба розташована над річкою Чорною яка в ті часи була значно більшою. Мешканці гроту ловили річкову рибу, про що свідчать численні знахідки кісток великої риби в печері — чорноморського лосося, вирозуба, рибця, судака, сома (за розміром грудного плавця деякі соми досягали 170 сантиметрів завдовжки).
Серед знайдених в печері кісток свиней до 70 % належали молодняку. А велике число кісток молодих тварин, як прийнято вважати, є ознакою придомашнювання цих тварин.

## Поховання
Вік чоловіка становив 40-45 років, жінка була значно молодша — 20-25 років. Покійники лежали у витягнутому положенні на спині в неглибокій ямі головами на схід. До мурзак-кобинської культури також відноситься поховання виявлене у гроті Фатьма-Коба, що відрізняється від мурзак-кобинських.
Фактично для поховання не копали могилу, а засипали тіла камінням. Пізніше диким тваринам вдалося розкопати поховання і частоково пошкодити труп чоловіка. Після цього люди додатково заклали могилу ще кількома рядами каменю і засипали землею.
Антропологічно поховані належали до довгоголового та широколицього пізнього кроманьйонського типу. На обох руках жіночого кістяка дві останні фаланги мізинців були ампутовані ще в дитинстві. Цей факт свідчить про існування у мезоліті Криму обряду відтинання пальців, який ще до недавнього часу зустрічався у відсталих народів — бушменів, аборигенів Австралії тощо. Скелети з ампутованими останніми фалангами на одному чи кількох пальцях знаходили в Європі у Пірінеях, але саме знахіднка в Мурзак-Коба дозволила стверджувати, що це було зумисне спотворення, а не медична операція. Права рука чоловіка заходить під ліву руку жінки, що свідчить, про те, що поховання було одночасним. В черепі чоловіка знайдено застряглий шматок кременю, що певно свідчить, про те, що він загинув насильницькою смертю. Ці дві обставини дають привід зробити припущення, про ритуальне вбивство молодої жінки.